# Jon Ossoff
Thomas Jonathan "Jon" Ossoff (sinh ngày 16 tháng 2 năm 1987) là một chính trị gia người Mỹ là thượng nghị sĩ tân cử của đảng Dân chủ đại diện cho tiểu bang Georgia trong Quốc hội Hoa Kỳ. Trước đây anh là nhà sản xuất phim tài liệu và nhà báo điều tra. Ở tuổi 33, anh hiện là thành viên trẻ tuổi nhất trong Thượng viện Hoa Kỳ.
Ossoff sẽ đại diện Georgia trong Thượng viện Mỹ cùng với Raphael Warnock, người đã đánh bại Thượng nghị sĩ đảng Cộng hòa đương nhiệm Kelly Loeffler trong cuộc bầu cử đặc biệt Thượng viện năm 2020 tại Georgia. Hai cuộc bầu cử của Ossoff và Warnock diễn ra cùng ngày với nhau và đã thu hút sự chú ý đáng kể của nước Mỹ bởi cuộc đua này quyết định chính đảng nào sẽ kiểm soát Thượng viện trong Quốc hội khóa 117 của Mỹ. Với chiến thắng của Warnock và Ossoff, đảng Dân chủ và đảng Cộng hòa mỗi bên sẽ nắm giữ 50 ghế Thượng viện, nhưng với lá phiếu hòa (tie-breaking vote) của Phó Tổng thống đắc cử Kamala Harris trên tư cách Chủ tịch Thượng viện sẽ đưa đảng Dân chủ nắm quyền kiểm soát đa số trong Thượng viện Hoa Kỳ.
Ossoff sẽ trở thành thành viên trẻ nhất của Thượng viện được bầu kể từ Don Nickles vào năm 1980 cũng như thượng nghị sĩ gốc Do Thái đầu tiên thuộc vùng Thâm Nam Hoa Kỳ kể từ Benjamin F. Jonas của Louisiana, người đã được bầu năm 1879.

## Đời tư và giáo dục
Ossoff được sinh ra ở Atlanta, Georgia và lớn lên ở Northlake. Mẹ của Ossoff, Heather Fenton, sinh ra và lớn lên ở Sydney, Úc và chuyển đến Mỹ ở tuổi 23. Bà đồng sáng lập NewPower PAC, một tổ chức hoạt động để bầu phụ nữ vào các văn phòng địa phương trên khắp Georgia. Cha của anh, Richard Ossoff, một người Nga gốc Do Thái và người gốc Litva, là chủ sở hữu của công ty xuất bản Strafford Publications.
Anh từng sở hữu quốc tịch Úc nhưng đã từ bỏ.
Khi còn học trung học, anh thực tập cho nhà lãnh đạo dân quyền và hạ nghị sĩ Hoa Kỳ John Lewis. Năm 2009, Ossoff tốt nghiệp Trường Dịch vụ Đối ngoại của Đại học Georgetown. Anh lấy bằng Thạc sĩ tại Trường Kinh tế London năm 2013.